# Збитенський гідрологічний заказник
Зби́тенський заказник — гідрологічний заказник місцевого значення в Україні. Розташований у межах Рівненського району Рівненської області, на південний захід від села Новомалин. 
Площа 483 га. Статус надано згідно з рішенням облвиконкому від 23.01.1990 року № 10 (зміни згідно з рішенням облвиконкому від 18.06.1991 року № 98 та рішенням облради від 27.05.2005 року № 584). Перебуває у віданні ДП «Острозький лісгосп» (Новомалинське л-во: кв. 15, 16, 38; кв. 23, вид. 34; кв. 31, вид. 1-29, 35-45, 56-61). 
Статус надано з метою збереження частини водно-болотного природного комплексу в долині річки Збитинки. 
Збитинський гідрологічний заказник входить до складу національного природного парку «Дермансько-Острозький».